# Zegama-Aizkorri
La Zegama-Aizkorri és una cursa de muntanya de distància marató que té sortida i arribada a la localitat de Zegama (Guipúscoa) i recorre gran part dels cims més destacats de les Muntanyes Basques des de l'any 2002. És considerada per molts la millor marató de muntanya del món gràcies a la bellesa natural de la zona i a la gran afluència de públic que la fan molt atractiva per als corredors.

## Història
Per tal de promoure un canvi d'aires a la petita localitat guipuscoana de Zegama, l'any 2002 neix la idea de la mà de Alberto Aierbe, amb la primera edició de la cursa prenent la sortida de Zegama el dia 2 de juny de 2002, amb un total de 226 atletes a la línia de sortida. Aquesta primera edició va vèncer-la, en categoria masculina, el basc Juan Martin Tolosa (4:14:23); i en categoria femenina, la també basca Rosa Lasagabaster (6:05:27).
A partir d'aquest moment, la popularitat de la cursa, considerada d'alta dificultat, creix de forma exponencial, fins al punt que l'organització es veu obligada a limitar el nombre de participants a 500, si bé el nombre de sol·licituds ronda els 7000. Tanmateix, la popularitat de la cursa no tan sols es deu a la bellesa natural de la zona, sinó que és causada per la gran quantitat de públic que es concentra al llarg de tot el recorregut, provocant d'aquesta manera un gran escalf a tots els participants.
Així doncs, a partir de l'any 2015 neix la categoria de quilòmetre vertical, l'explosivitat de la qual (3000m +1015m) contrasta notablement amb la d'una marató de muntanya.
Les edicions de l'any 2020 i 2021 han estat cancel·lades per la pandèmia de la COVID-19. Tanmateix, la 19a edició es durà a terme l'any 2022.

## Recorregut
El recorregut, de caràcter circular, té inici i arribada a la localitat de Zegama (296 msnm). Just començar, el recorregut portarà els participants en una pujada pràcticament ininterrompuda al cim de l'Aratz (km 16.1 +1300, 1443 msnm). A partir d'aquest instant, el camí duu de baixada cap a l'ermita del Sancti Spiritu (km 19.6) per, a continuació, prendre una de les pujades més espectaculars a causa de l'acumulació de públic: l'ascens a l'Aizkorri (km 21.5 +1950, 1528 msnm). A partir d'aquest punt, es cresteja fins al punt més elevat de la ruta, el cim de l'Aitxuri (km 23, 1551 msnm). A continuació, el circuit baixa cap als prats d'Urbia en una zona de terreny ondulat fins a Urbia (km 28.50), on es fa la darrera pujada dura del recorregut fins a Andraitz (km 29.4 +2500, 1433 msnm), a partir del qual comença la baixada final fins a Zegama, on acabarà el recorregut.

## Palmarès
| Any  | Guanyador                                   | Temps                                       | Guanyadora                                  | Temps                                       |
| ---- | ------------------------------------------- | ------------------------------------------- | ------------------------------------------- | ------------------------------------------- |
| 2002 | Juan Martin Tolosa                          | 4:14:23                                     | Rosa Lasagabaster                           | 6:05:27                                     |
| 2003 | Fernando García                             | 4:08:44                                     | Esther Hernández                            | 5:08:52                                     |
| 2004 | Mario Poletti                               | 4:06:46                                     | Anna Serra                                  | 5:27:51                                     |
| 2005 | Rob Jebb                                    | 3:54:18                                     | Corinne Favre                               | 5:03:57                                     |
| 2006 | Ricardo Mejía                               | 4:03:41                                     | Angela Mudge                                | 4:43:04                                     |
| 2007 | Kilian Jornet                               | 3:56:59                                     | Corinne Favre (2)                           | 4:50:01                                     |
| 2008 | Kilian Jornet (2)                           | 3:59:33                                     | Corinne Favre (3)                           | 5:00:46                                     |
| 2009 | Ricky Lightfoot                             | 4:03:12                                     | Emanuela Brizio                             | 4:38:19                                     |
| 2010 | Kilian Jornet (3)                           | 3:56:30                                     | Emanuela Brizio (2)                         | 4:47:51                                     |
| 2011 | Kilian Jornet (4)                           | 3:56:30                                     | Oihana Kortazar                             | 4:42:50                                     |
| 2012 | Kilian Jornet (5)                           | 3:56:04                                     | Oihana Kortazar (2)                         | 4:52:50                                     |
| 2013 | Kilian Jornet (6)                           | 3:54:38                                     | Emelie Forsberg                             | 4:48:12                                     |
| 2014 | Kilian Jornet (7)                           | 3:48:14                                     | Stevie Kremer                               | 4:46:43                                     |
| 2015 | Tadei Pivk                                  | 3:51:11                                     | Azahara García de los Salmones              | 4:41:23                                     |
| 2016 | Kilian Jornet (8)                           | 3:50:03                                     | Yngvild Kaspersen                           | 4:50:58                                     |
| 2017 | Stian Angermund                             | 3:45:08                                     | Maite Maiora                                | 4:34:27                                     |
| 2018 | Rémi Bonnet                                 | 3:53:27                                     | Ida Nilsson                                 | 4:38:39                                     |
| 2019 | Kilian Jornet (9)                           | 3:52:48                                     | Eli Anne Dvergsdal                          | 4:36:06                                     |
| 2020 | No disputada per la pandèmia de la COVID-19 | No disputada per la pandèmia de la COVID-19 | No disputada per la pandèmia de la COVID-19 | No disputada per la pandèmia de la COVID-19 |
| 2021 | No disputada per la pandèmia de la COVID-19 | No disputada per la pandèmia de la COVID-19 | No disputada per la pandèmia de la COVID-19 | No disputada per la pandèmia de la COVID-19 |

En negreta el temps rècord, i (x) indica el nombre de vegades que l'ha guanyat.

### Quilòmetre vertical
| Any  | Guanyador                                   | Temps                                       | Guanyadora                                  | Temps                                       |
| ---- | ------------------------------------------- | ------------------------------------------- | ------------------------------------------- | ------------------------------------------- |
| 2015 | Josep Viñas                                 | 34:27                                       | Laura Orgué                                 | 40:23                                       |
| 2016 | Iban Murua Rodrigo                          | 36:43                                       | Maite Maiora                                | 45:43                                       |
| 2017 | Stian Angermund                             | 34:55                                       | Laura Orgué (2)                             | 41:40                                       |
| 2018 | Rémi Bonnet                                 | 31:24                                       | Devalle Christen                            | 37:26                                       |
| 2019 | Oriol Cardona                               | 36:12                                       | Ainhoa Sanz                                 | 42:20                                       |
| 2020 | No disputada per la pandèmia de la COVID-19 | No disputada per la pandèmia de la COVID-19 | No disputada per la pandèmia de la COVID-19 | No disputada per la pandèmia de la COVID-19 |
| 2021 | No disputada per la pandèmia de la COVID-19 | No disputada per la pandèmia de la COVID-19 | No disputada per la pandèmia de la COVID-19 | No disputada per la pandèmia de la COVID-19 |